# Conosia irrorata intermedia
Conosia irrorata intermedia is een ondersoort van de tweevleugelige Conosia irrorata uit de familie steltmuggen (Limoniidae). De soort komt voor in het Afrotropisch gebied.